# Patrick Deville
Patrick Deville (Saint-Brevin-les-Pins, 14 de diciembre de 1957) es un escritor francés.

## Biografía
Deville hizo estudios tanto de literatura comparada como de filosofía en Nantes. A los 23 años era agregado cultural en el golfo Pérsico; a los 25, enseñaba filosofía en el extranjero.
En los años 1980, Deville vivió en Oriente Medio, Nigeria, Marruecos y Argelia ejerciendo como diplomático, y en la década siguiente pasó regularmente temporadas en Cuba, donde aprendió español, Uruguay y América Central.
Creó en 1996 el Prix de la jeune littérature latino-américaine y la revista Meet, de la Maison des Écrivains Étrangers et des Traducteurs de Saint-Nazaire, de la que es su director literario.
Su libros —algunos de los cuales han ganado premios— han sido traducidos a una docena de idiomas.

## El novelista
Deville sabía desde los ocho años que quería ser escritor. "Su inspiración: los enfermos de un hospital psiquiátrico en la costa atlántica de Francia, en la ciudad de Saint Brevin frente al puerto de Saint-Nazaire, donde su padre dirigía una compañía de teatro. Patrick asistía a los ensayos y recibía muchos libros a leer: “Los  internos eran mis compañeros de juego, sobre todo los que eran menos peligrosos. Había otros que estaban encerrados. Yo entendía que estaban enfermos porque había una distinción borrosa entre los trabajadores del hospital y los pacientes, y porque además yo podía salir”".
Pero tendrían que pasar más de 20 años antes de que su vocación de la infancia se plasmara en un libro: Deville debutó como escritor en 1987 con la novela Cordon-bleu, publicada por Minuit, editorial donde saldrían también sus cuatro libros siguientes. 
En 2004 comienza, con Pura vida, un ciclo en el que trata la historia colonial de un modo peculiar y que marca su paso a la editorial Seuil. Esta novela, para la que Deville eligió como título la famosa frase costarricense, tiene como subtítulo Vida y muerte de William Walker, pero las aventuras del filibustero estadounidense que llegó a gobernar Nicaragua y murió fusilado en 1860 son, en realidad, un pretexto para describir y reflexionar sobre la historia política y social de Centroamérica. Deville ha tenido estrechos lazos con ese país y amistad con conocidos sandinistas, como el narrador Sergio Ramírez, que fue vicepresidente de Nicaragua, así como el poeta Ernesto Cardenal.
Ecuatoria, que sigue la huella de Pierre Savorgnan de Brazza, fundador de la capital del Congo en África, apareció en 2009 y Kampuchéa en 2011, sobre el explorador francés Henri Mouhot famoso por haber dado a conocer los templos de Angkor, cerrando la trilogía que constituye para el autor un solo libro que fue ampliándose. Esta obra fue elegida la mejor novela francesa de ese año por la revista literaria Lire.
Peste & Cólera, sobre la vida del bacteriólogo suizo Alexandre Yersin, fue alabada por la crítica, finalista de los premios franceses más importantes,, ganador del Femina, del de novela Fnac y del Premio de los Premios Literarios.
En 2014 publica Viva, novela que se centra en la etapa mexicana de León Trotski, desde que llega con su esposa Natalia al puerto de Tampico en 1937, hasta que es asesinado por Ramón Mercader en 1940; personajes del libro son también, entre otros, Frida Kahlo y Malcolm Lowry. Es una de las obras de su proyecto Abracadabra, iniciado en 1997 y que pretende escribir doce "novelas sin ficción ", que describen la historia del mundo desde 1960 a través de dos giras mundiales.
Amazonia, publicado en 2019, es el séptimo título ː el escritor y su hijo navegan lentamente por el río Amazonas, a bordo de un barco, el Jangada. Las relaciones padre-hijo exploradas tanto desde el punto de vista personal como literario se superponen a las consideraciones históricas de las numerosas expediciones europeas en esta área.

## Obra
- Cordon-bleu, 1987
- Longue vue, 1988 — El catalejo, trad.: Javier Albiñana; Anagrama, 1990
- Le Feu d’artifice, 1992
- La Femme parfaite, 1995
- Ces Deux-là, 2000
- Pura Vida. Vie et mort de William Walker, 2004
- La Tentation des armes à feu, Le Seuil, 2006
- Equatoria, 2009 — Ecuatoria, trad.: José Manuel Fajardo; Anagrama, 2015
- Kampuchéa, 2011
- Vie et mort sainte Tina l'exilée, 2011
- Peste et choléra, 2012 — Peste & Cólera, trad.: José Manuel Fajardo; Anagrama, 2014
- Viva, 2014
- Taba-Taba, 2017
- Amazonia, 2019

## Premios y reconocimientos
- Premio de la revista literaria Lire a la mejor novela 2011 por Kampuchéa
- Finalista del Premio Goncourt 2012 con Peste & Cólera
- Premio Fnac 2012 de novela por Peste & Cólera
- Femina 2012 por Peste & Cólera
- Premio de los Premios Literarios por Peste & Cólera